# Rønninge Kirke
Rønninge Kirke er en kirke i landsbyen Rønninge lidt syd for Fynske Motorvej på Østfyn. Den var i middelalderen viet til Skt. Søren.
Kirken er tidligst nævnt 1397 i et tingsvidne, der nævnede at Niels Jensen Rønning til Rønninge Søgård var begravet ved kirken. 1688 blev kirken solgt af Kronen til ejeren af Rønninge Søgård, Knud Urne. Den lå herefter til herregården frem til overgangen til selveje 1916.
Rolfsted Kirke var dens anneks fra reformationstiden og indtil 1992.

## Bygning
Kirken er i sin kerne et romansk teglstensbyggeri fra, vel, o. 1250, der omfattede et skib med smallere kor. Af dette byggeri er skibet bevaret bort set fra første fag af nordvæggen, der måtte nedrives ved opførelsen af nordkapellet (se nedenfor).
I 1400-tallet gennemførtes store ændringer af kirken. Først blev skibet forlænget mod vest, og der blev bygget et våbenhus på dets sydside. Ovenpå vestforlængelsen rejstes i 1430'erne et lavt tårn, og i 1460'erne blev koret forlænget mod øst, inden skibet blev både forhøjet og forlænget mod øst ved at sløjfe den romanske del af koret. Samtidig eller kort herefter blev også våbenhus og tårn forhøjede. Efter 1500 blev der tilføjet et stort kapel på kirkens nordside. Omkring 1875 blev skibets tag forhøjet.

## Kalkmalerier
Kirkens kalkmalerier er senmiddelalderlige, men stammer fra forskellige perioder. De ældste dele er nogle indvielseskors fra cirka 1460'erne, mens skildringen af passionen i korets hvælv med en stor Korsfæstelses og en Dommedagsscene er dateret ved indskrift 1473. Udsmykningen af Jesu Fødsel og Kongernes Rejse i skibets østfags hvælv må antages udført o. 1475-1500, ligesom malerierne af to helgenerne på samme fags væg. Yngst er en Madonna med barn og Korsbæringen på tårnets vægge, ca. 1510-20.

Kalkmalerierne blev formentlig overkalket allerede i 1580'erne på foranledning af Caspar Markdanner til Rønninge Søgård. De blev genopdagede 1919 i tårnets hvælv, men atter overdækket. Først 1991-93 blev kalkmalerierne restaurerede og hovedparten blev herefter stående fremme.

## Inventar
Kirkens ældste inventarstykke er den romanske døbefont, mens en relikviekapsel med relikvie må være nedlagt i det middelalderlige alterbord og flyttet til altertavlens postament ved bordets nedrivning. Et røgelseskar fra 1300-tallet er nu i Odense Bys Museer. Fra senmiddelalderen stammer kirkens skabsaltertavle, o. 1500, med en figurrig fremstilling af Korsfæstelsen og sener fra Lidelseshistorien på fløjene. Den blev givet til Fyns Stiftsmuseum 1881, men ført tilbage til kirken 1992.
Caspar Markdanner og hustru Sophie Oldeland forestod en modernisering af inventaret i slutningen af 1500-tallet. Den lidt ældre prædikestol blev moderniseret 1592 med relieffer og malede våbenskjolde for ægteparret, der også lod to herskabsstole opsætte o. 1600. Der er også bevaret et alabastrelief af Caspar Markdanner fra denne tid.
Alterbordet stammer fra 1600-tallets første halvdel og det samme gør alterstagerne. Alterkalken blev skænket af kirkeejer Knud Urne og hustru Anne Beate Valkendorf o. 1700, mens den nuværende altertavle er skænket 1728 af sognepræst Eiler Christensen Kullerup og hustru Karen Nielsdatter. Det er en arkitektonisk opbygget tavle med en central akse af Nadveren, Korsfæstelsen, Gravlæggelsen og Opstandelsen, der flankeres af skulpturer af evangelisterne.

## Gravminder
I kirken er en fornem gravsten fra 1602 over Caspar Markdanner (død 1618) og Sophue Oldeland (død 1639). Stenen er tilskrevet stenhugger Claus Lauritzen og viser ægteparret stående i fuld figur vendt mod hinanden under to arkader, der bæres af hermer udført som skeletter og med ægteparrets våbenskjolde i frisen over. Den har relation til det gravkapel med gravkrypt, Caspar Markdanner lod indrette for sin slægt i nordkapellet. Dette blev sløjfet 1861 og kisterne overflyttet til gravkapellet ved Rønninge Søgård.
Desuden er der bevaret tre gravsten fra 1600-tallet over blandt andet sognepræsterne Søren Iversen Winum (o. 1652) og Otto Rasmussen (o. 1685). En gravsten over Henrich van Rade til Rønninge Søgård fra o. 1577 kendes nu kun igennem en tegning.